# Svícen (opera)
Svícen (ve slovenském originále Svietnik, původně Kandeláber, op. 15) je komorní komická opera o jednom dějství a čtyřech výstupech slovenského skladatele Igora Dibáka. Libreto si napsal skladatel podle povídky Antona Pavloviče Čechova Umělecké dílo. Premiéru měla 12. června 1977 ve Slovenském národním divadle v Bratislavě.

## Vznik, charakteristika a historie díla
Krátkou komickou operu na námět Čechovovy povídky napsal slovenský Dibák původně na objednávku bratislavského studia Československé televize a koncipoval ji jako vhodnou pro televizní nebo rozhlasové médium, nakonec však byla poprvé uvedena na tradiční divadelní scéně. Jedná se o komorní dílo jak obsazením orchestru – který obsahuje jen dechové kvinteto, klavír a smyčce – tak počtem účinkujících. Čtyři hlavní mužské role byly napsány tak, aby vždy dvě mohly být hrány týmž zpěvákem, což posiluje antiiluzivnost děje; toto řešení přijala i premiérová inscenace. Vedle toho jsou zde epizodní ženská a mluvená role.
Libreto zachovalo ducha Čechovovy předlohy včetně jmen postav a četných rusismů ve slovníku. Rovněž hudba má navozovat dobovou atmosféru a má podobu parodické adaptace až deformace užitkových salónních žánrů – pochodů pro rázné nebo naopak vážné momenty, valčíku pro momenty lyrické nebo rozmarné. Ke karikaturní charakterizaci postav přispívají i jiné prostředky, například velké intervalové skoky v partech většin postav nebo koloratura v závěrečném monologu mládence Saši. Hudební materiál opery je založen na rozvíjení deseti motivů, v naprosté většině homofonním, což usnadňuje srozumitelnost zpívaného textu. Opera má rychlý dramatický spád. Stylově vychází hudba Svícnu z neoklasicismu, zejména z tvorby Igora Stravinského, jehož Mavra byla pro Dibáka vzorem. I přes důraz na zachycení dobového rázu ruského předrevolučního období tato groteska zachycuje atmosféru normalizace – pokrytectví a vnějškovou prudérii, podplácení a vzájemné úsluhy, jakož i povrchní a neupřímný vztah k umění.

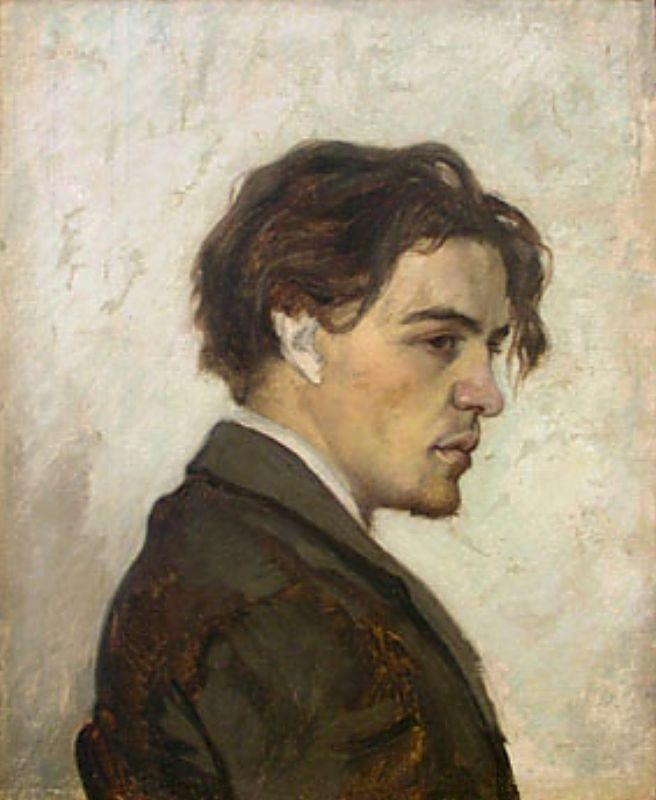
A. P. Čechov, portrét od jeho bratra Nikolaje

Roku 1979 natočil tuto operu jako televizní inscenaci pro Československou televizi Bratislava režisér Miroslav Fischer.
Novou divadelní inscenaci nastudovala roku 1989 Komorní opera Slovenské filharmonie v Bratislavě.

## Osoby a první obsazení
| osoba                       | hlasový obor  | světová premiéra (12.6.1977) |
| --------------------------- | ------------- | ---------------------------- |
| Saša / advokát Uchov        | tenor         | Juraj Hurný                  |
| Dr. Košeľkov / herec Šaškin | baryton       | Jozef Špaček                 |
| Dáma (Šaškinova ctitelka)   | soprán        | Anna Czaková                 |
| Maskér                      | mluvená úloha | Tibor Beňo                   |
| Dirigent:                   | Dirigent:     | Viktor Málek                 |
| Režie:                      | Režie:        | Miroslav Fischer             |
| Scéna:                      | Scéna:        | Pavol Mária Gábor            |
| Kostýmy:                    | Kostýmy:      | Ludmila Purkyňová            |

## Děj opery

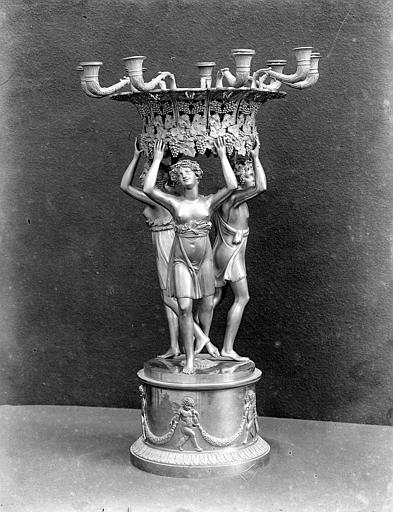
Svícen s erotickým motivem (Jean-Eugène Durand)

(1. scéna) Doktor Košeľkov vyléčil Sašu, jediného syna nezámožné vetešnice, z nebezpečné nemoci. Jako výraz vděčnosti mu mladík donesl dar: je to zvlášť ošklivý starožitný svícen s postavami v lascivních pózách. Lékař se snaží dar odmítnout s poukazem na to, že to není vhodný předmět do jeho domácnosti, kde je jeho manželka a děti. Jenže Saša nadšeně vysvětluje, že je to přece umělecké dílo, nad kterým by se pohoršovali jen zcela nekulturní lidé, a vnucuje svícen doktorovi tak urputně, že jej nakonec musí přijmout. Po Sašově odchodu přemýšlí, jak by se svícnu zbavil – vyhodit by ho byla škoda, ale komu ho darovat?
(2. scéna) Doktor Košeľkov přináší svícen svému známému, advokátu Uchovovi, jako pozornost za prokázanou přátelskou úsluhu v jisté právní věci. Vychvaluje mu tuto starožitnost, a protože advokát Uchov je starý mládenec, pikantní výzdoba svícnu nebude vadit. Pak lékař kvapí pryč a zanechává protestujícího advokáta se svícnem. Uchov však také nemá pro svícen použití: co kdyby ho vidělo služebnictvo, a co by si pomysleli klienti! Rozhoduje se ho darovat herci Šaškovovi, který má dnes benefici a jako umělec jistě umělecké dílo nejlépe ocení.
(3. scéna) Šaškov přijímá svícen od Uchova s potěšením i pobavením, ale ukáže se, že ani on si jej nemůže nechat. Po představení se k němu dobývá jedna z hercových četných ctitelek a Šaškov si uvědomuje, že by mu erotický svícen mohl u dam uškodit. A protože má vždy nouzi o peníze, rozhoduje se ho raději prodat. Maskér mu poradí jednu vetešnici, o které je známo, že vykupuje bronzové předměty.
(4. scéna) U doktora Košeľkova se objevuje znovu Saša a nese mu nový dárek. Jeho matce se totiž podařilo najít pro lékaře druhý vzácný svícen přesně do páru s tím, který od nich už dostal! Doktorovi se tváří v tvář nadšenému jinochovi nedostává slov…

## Instrumentace
Flétna, hoboj, klarinet, fagot; lesní roh; klavír; smyčcové nástroje (housle, violy, violoncella, kontrabasy).

## Diskografie
- 1987 (LP 1988 Opus 9116 01872). Zpívají (Saša) Vojtech Kocián, (Košeľkov) Jozef Špaček, (Uchov) Peter Oswald, (Šaškin) Štefan Hudec, (dáma) Anna Czaková. Symfonický orchester Československého rozhlasu řídí Ondrej Lenárd.[6]